# Harrison Ford (1884–1957)
Harrison Ford (ur. 16 marca 1884 w Kansas City, zm. 2 grudnia 1957 w Los Angeles) – amerykański aktor sceniczny i filmowy ery filmu niemego.

## Życiorys
Urodził się w 1884 roku w Kansas City. Karierę aktorską rozpoczął jako aktor sceniczny. Zadebiutował na Broadwayu w 1904 roku w sztuce Ranson’s Folly Richarda Hardinga Davisa. Jako aktor filmowy zadebiutował w 1915 roku w filmie Excuse Me. Przeniósł się do Hollywood, gdzie stał się znanym aktorem kina niemego. Wraz z pojawieniem się kina dźwiękowego skończyła się jego kariera w filmie, gdyż nie był w stanie dostosować się do nowych warunków. Na początku lat trzydziestych XX wieku powrócił do aktorstwa w teatrze. Próbował też sił jako reżyser spektakli w teatrze w Glendale.
29 marca 1909 poślubił aktorkę Beatrice Prentice.
W dniu 13 września 1951 podczas spaceru został potrącony przez samochód. Nigdy nie wyleczył się w pełni z otrzymanych obrażeń. Resztę swojego życia spędził w szpitalu w Kalifornii. Zmarł 2 grudnia 1957 roku w wieku 73 lat. Został pochowany na Cmentarzu Memorial Park w Glendale Forest Lawn.

## Filmografia[1]
- 1932: Love in High Gear jako Donald Ransome
- 1929: Kobiety jej męża (Her Husband’s Women)
- 1928: Trzy weekendy (Three Weekends) jako Turner
- 1927: Nocna narzeczona (Night Bride) jako Stanley Warrington
- 1925: Dziewczyna Royle (That Royle Girl) jako Fred Ketlar
- 1925: Sally z areny cyrkowej (Sally of the Sawdust)
- 1922: Kiedy nadchodzi miłość (When Love Comes) jako Peter Jamison
- 1922: Szalone żony (Foolish Wives) jako Nieprzyzwoity żołnierz / Bezbronny żołnierz
- 1920: Zakochana dama (A Lady In Love) jako Brent
- 1920: Panna Hobbs (Miss Hobbs) jako Wolff Kingsearl
- 1919: Dziewczęta (Girls) jako Edgar Holt
- 1918: Dobranoc, Paul (Good Night, Paul) jako Paul Boudeaux
- 1917: Słoneczny szlak (The Sunset Trail) jako Kirk Levington
- 1916: Szpieg z Austrii (Anton the Terrible) jako David Burkin